# Tadeusz Sobierajski
Tadeusz Zbigniew Sobierajski (ur. 18 września 1950 w Działdowie) – polski samorządowiec i inżynier rolnictwa, w latach 1999–2002 członek zarządu województwa warmińsko-mazurskiego, w latach 2002–2024 burmistrz Morąga.

## Życiorys
Syn Jana i Heleny. Ukończył studia z inżynierii rolnictwa. W latach 1970–1989 pracował w Przedsiębiorstwie Budownictwa Rolniczego w Morągu, przechodząc awans od technika i kierownika budowy do zastępcy dyrektora ds. produkcji. Od 1989 do 1998 kierował Zakładem Gospodarki Komunalnej w tym mieście. Jednocześnie w latach 1994–1998 zasiadał w radzie gminy Morąg jako przewodniczący.
Zaangażował się w działalność w ramach Unii Wolności, został szefem miejskich struktur partii. W 1998 z listy UW wybrano go do sejmiku warmińsko-mazurskiego. 1 stycznia 1999 został członkiem zarządu województwa, utrzymał to stanowisko w kolejnym zarządzie powołanym 14 października tego roku (zajmował je do końca kadencji 16 listopada 2002). Pracował też jako dyrektor departamentu transportu w Urzędzie Marszałkowskim w Olsztynie. W 2001 bez powodzenia kandydował do Sejmu. W latach 2002–2024 zajmował stanowisko burmistrza Morąga, od 2006 każdorazowo wybierany w pierwszej turze głosowania z ramienia lokalnego komitetu (po raz ostatni w 2018). W 2024 z listy Koalicji Obywatelskiej został wybrany radnym sejmiku warmińsko-mazurskiego.
Odznaczony Złotym Krzyżem Zasługi (dwukrotnie, w 2006 i 2012), Srebrną Odznaką „Zasłużony dla Ochrony Przeciwpożarowej” (2010), a także Odznaką Honorową za Zasługi dla Województwa Warmińsko-Mazurskiego (2010).